# ريتشارد سولومون (كرة سلة)
ريتشارد سولومون (بالإنجليزية: Richard Solomon)‏ مواليد 18 يونيو 1992 في إنغليووود، هو لاعب كرة سلة أمريكي. بدأ مسيرته الاحترافية في سنة 2014. يلعب مع بي سي إم جرافيلين في الدوري الفرنسي لكرة السلة الدرجة الأولى. يحمل الرقم 3. يبلغ طوله 6 قدم 11 بوصة (2.1 م).

## المسيرة الاحترافية
لعب مع أوكلاهوما سيتي بلو في موسم 2014–2015، ثم لعب مع تويوتا ألفارك طوكيو في موسم 2015–2016، ثم لعب مع بي سي إم جرافيلين في الدوري الفرنسي في سنة 2016.

## روابط خارجية
- ريتشارد سولومون على موقع سبورتس رفرنس (الإنجليزية)
- ريتشارد سولومون على موقع كرة السلة الأوروبية.كوم (الإنجليزية)
- ريتشارد سولومون على موقع DraftExpress.com (الإنجليزية)
- ريتشارد سولومون على موقع إي إس بي إن.كوم (الإنجليزية)
- ريتشارد سولومون على موقع كلية كرة السلة في سبورتس رفرنس.كوم (الإنجليزية)
- ريتشارد سولومون على موقع ريلجم (الإنجليزية)
- ريتشارد سولومون على موقع بروبوليرز (الإنجليزية)
- ريتشارد سولومون على موقع سبورتس رفرنس (الإنجليزية)
- ريتشارد سولومون على موقع سبورتس رفرنس (الإنجليزية)